# Наджі Шавкат
Мухаммед Наджі Шавкат (араб. ناجي شوكت; 1893 — 11 травня 1980) — іракський політик, прем'єр-міністр країни у 1932—1933 роках.

## Життєпис
Народився в арабській родині з грузинським корінням у місті Ель-Кут, в якому його батько був губернатором. Коли Наджі закінчив школу (1909), його батько був обраний до османського парламенту. Це дозволило Шавкату вступити до стамбульської правничої школи.
Був помічником генерального прокурора іракського міста аль-Гіла, та коли спалахнула Перша світова війна, залишив юридичну практику і вступив до лав османської армії як офіцер. За два роки (1917) британці взяли Шавката в полон. Невдовзі він був доправлений до індійського табору, де йому, як і багатьом іншим арабським офіцерам запропонували приєднатись до Арабського повстання.
1932 року Шавкат очолив позапартійний кабінет, що був покликаний подолати політичну кризу, що виникла внаслідок підписання договору з Британією 1930 року. Стикнувшись із потужною опозицією та протизаконною діяльністю політичних сил всередині країни, уряд Шавката був чинним лише 5 місяців. Після цього він отримав пост представника Іраку в Анкарі, де розвивав зв'язки з турецькою урядовою елітою.